# Budafoki Munkás Testedző Egyesület
Il Budafoki Munkás Testedző Egyesület, meglio noto come Budafok, è una società calcistica ungherese con sede nella città di Budapest. Milita nella Nemzeti Bajnokság II, la seconda divisione del campionato ungherese.

## Storia
Il Budafok ha debuttato nella massima serie ungherese nella stagione 1945-1946, chiudendo al nono posto.
Il 13 maggio 2017, il Budafok è stato incoronato campione della stagione 2016-2017 di Nemzeti Bajnokság III, ottenendo così la promozione per la stagione 2017-2018 in Nemzeti Bajnokság II.
Il 29 giugno 2017 è stato annunciato che l'ex giocatore del club, Lóránt Oláh, ha assunto la carica di direttore sportivo.
Nell'ottavo turno della Magyar Kupa 2018-2019, il Budafok è stato eliminato dal MOL Vidi.
Nel 2020 il club è stato promosso automaticamente in Nemzeti Bajnokság I. A causa della pandemia di COVID-19, la Nemzeti Bajnokság II è stata inizialmente stoppata e infine sospesa nel maggio 2020. Al momento della sospensione era al secondo posto, venendo promosso quindi in massima serie.

## Organico

### Rosa 2020-2021
Aggiornata al 13 gennaio 2021.
| N. |                     | Ruolo | Calciatore             |
| -- | ------------------- | ----- | ---------------------- |
| 1  | Ungheria (bandiera) | P     | Dániel Póser           |
| 3  | Ungheria (bandiera) | D     | Andor Margitics        |
| 4  | Serbia (bandiera)   | D     | Marko Nikolić          |
| 5  | Ungheria (bandiera) | C     | Bálint Oláh            |
| 7  | Ungheria (bandiera) | A     | Bence Mervó            |
| 8  | Ungheria (bandiera) | C     | Máté Fekete            |
| 9  | Ungheria (bandiera) | C     | Sebestyén Ihrig-Farkas |
| 10 | Ungheria (bandiera) | A     | Dávid Kovács           |
| 11 | Ungheria (bandiera) | C     | Miklós Micsinai        |
| 16 | Ungheria (bandiera) | C     | Attila Filkor          |
| 17 | Ungheria (bandiera) | A     | Ronald Takács          |
| 18 | Ungheria (bandiera) | D     | András Huszti          |
| 19 | Croazia (bandiera)  | D     | Danijel Romić          |
| 20 | Ungheria (bandiera) | C     | Kornél Kulcsár         |
| 22 | Ungheria (bandiera) | D     | Kornél Khiesz          |

| N. |                     | Ruolo | Calciatore      |
| -- | ------------------- | ----- | --------------- |
| 23 | Ungheria (bandiera) | D     | Sinan Medgyes   |
| 24 | Ungheria (bandiera) | C     | István Soltész  |
| 27 | Ungheria (bandiera) | A     | Dániel Harsányi |
| 29 | Ungheria (bandiera) | P     | Zoltán Kovács   |
| 30 | Ungheria (bandiera) | P     | Bálint Olasz    |
| 33 | Croazia (bandiera)  | D     | Marko Iharoš    |
| 42 | Ungheria (bandiera) | P     | Balázs Bese     |
| 52 | Ungheria (bandiera) | D     | Zsolt Venczel   |
| 72 | Ungheria (bandiera) | A     | Dániel Zsóri    |
| 77 | Ungheria (bandiera) | A     | Alen Skribek    |
| 88 | Ungheria (bandiera) | A     | Attila Lőrinczy |
| 91 | Ungheria (bandiera) | D     | Gergő Vaszicsku |
| 99 | Ungheria (bandiera) | A     | Máté Szabó      |
|    | Ungheria (bandiera) | C     | András Csonka   |

## Cambiamenti di nome
- 1912–1913: Világosság Football Csapat
- 1913–1919: Budafoki Atlétikai és Football Club
- 1919–1922: Budafoki Munkás Testedző Egyesület
- 1922-1950: Budafoki Műkedvelő Testedző Egyesület
- 1950: fusione con Budapesti Gyárépítők
- 1950-1951: Budapesti Gyárépítők MTE
- 1951–1956: Budapesti Gyárépítők SK
- 1956–1957: Budafoki Építők Munkás Testedző Egyesüle
- 1957– ?: Budafoki MTE Kinizsi Sportegyesület
- 1988-1992: Budafoki MTE-Törley
- 1993–2006: Budafoki LC
- 2006–2007: Budafoki Lombard Labdarúgó "Club"
- 2007-2015: Budafoki Labdarúgó Club
- 2015–: Budafoki MTE

## Stagioni
| Domestico | Domestico | Domestico | Domestico | Domestico | Domestico | Domestico | Domestico | Domestico | Domestico | Domestico | Domestico | Internazionale  | Internazionale  | Manager            |
| Lega      | Lega      | Lega      | Lega      | Lega      | Lega      | Lega      | Lega      | Lega      | Lega      | Lega      | Tazza     | Internazionale  | Internazionale  | Manager            |
| Div.      | No.       | Stagione  | MP        | W         | D         | L         | GF-GA     | Dif.      | Pt.       | Pos.      | Tazza     | concorrenza     | Risultato       | Manager            |
| --------- | --------- | --------- | --------- | --------- | --------- | --------- | --------- | --------- | --------- | --------- | --------- | --------------- | --------------- | ------------------ |
| NBI       | 1.        | 1945-1946 | 0         | 0         | 0         | 0         | 0-0       | +0        | 0         | TBD       | TBD       | Non qualificato | Non qualificato |                    |
| NBIII     | ? .       | 2016-17   | 34        | 28        | 3         | 3         | 75-24     | +51       | 87        | 1 °       | L16       | Non qualificato | Non qualificato | PRUKNER            |
| NBII      | ? .       | 2017–18   | 38        | 12        | 9         | 17        | 42-56     | -14       | 45        | 14th      | L32       | Non qualificato | Non qualificato | Tóth, Gálhidi      |
| NBII      | ? .       | 2018-19   | 38        | 12        | 5         | 21        | 46-66     | -20       | 41        | 16        | L32       | Non qualificato | Non qualificato | Vitelki, Csizmadia |
| NBII      | ? .       | 2019-20   | 27        | 16        | 6         | 5         | 42-23     | +19       | 54        | 2 °       | L32       | Non qualificato | Non qualificato | Csizmadia          |
| NBI       | 2.        | 2020-21   | 0         | 0         | 0         | 0         | 0-0       | +0        | 0         | TBD       | TBD       | Non qualificato | Non qualificato | Csizmadia          |
| Σ         | ?         | ?         | ?         | ?         | ?         | ?         | ?         |           |           |           |           |                 |                 |                    |

Appunti
- Nota 1:
- R64: round di 64

Altre note
- Corsivo: in corso
- R: Secondo classificato
- SF: semifinali
- QF: quarti di finale
- GS: fase a gironi
- PO: spareggi

## Allenatori
- István Szeder: ?–1952
- János Steiner: 1952
- Ignác Molnár 1953
- Lajos Szollár: 1953–1958
- Ferenc Rudas: 1958–1959
- István Turai: 1959
- Béla Marosvári: 1960–1963
- Bánáti Rezső 1963–1967
- Lajos Csordás 1967–1968
- Sándor Haász: 1968
- Károly Schneider: 1968
- Lajos Szollár: 1968–1971
- Kálmán Mészöly: 1971
- Gyula Dobesch: 1972–1974
- Kálmán Mészöly: 1974–1976
- Gyula Dobesch: 1976–1984
- Győző Megyeri: 1984–1987
- Gyula Dobesch: 1987–1989
- Lőrinc Sárközi: 1989–1993
- József Gáspár: 1993–1994
- Tamás Krivitz: 1994–1995
- Lőrinc Sárközi: 1995–1996
- György Haffner: 1996–1997
- György Szabó: 1997
- Pál Horváth: 1997–1998
- Lajos Schróth 1998
- Lőrinc Sárközi 1999–2000
- József Gáspár 2000–2002
- László Takács 2003–2004
- Pál Horváth: 2004
- Károly Gelei 2005–2008
- Bálint Tóth 2008–2009
- András Dunay: 2009
- Elemér Piski: 2010
- Tibor Patay: 2011
- Lajos Schróth: 2011–2015
- László Dajka: 2015
- László Prukner: 2015–2017
- Bálint Tóth: 2017
- György Gálhidi: 2017–2018
- Bálint Tóth: 2018
- Zoltán Vitelki: 2018
- Csaba Csizmadia: 2018–

## Palmarès

### Competizioni nazionali
- Nemzeti Bajnokság III: 1

2016-2017

### Altri piazzamenti
- Nemzeti Bajnokság II:

Secondo posto: 2019-2020